# Wasserschloss Haus Rodenberg

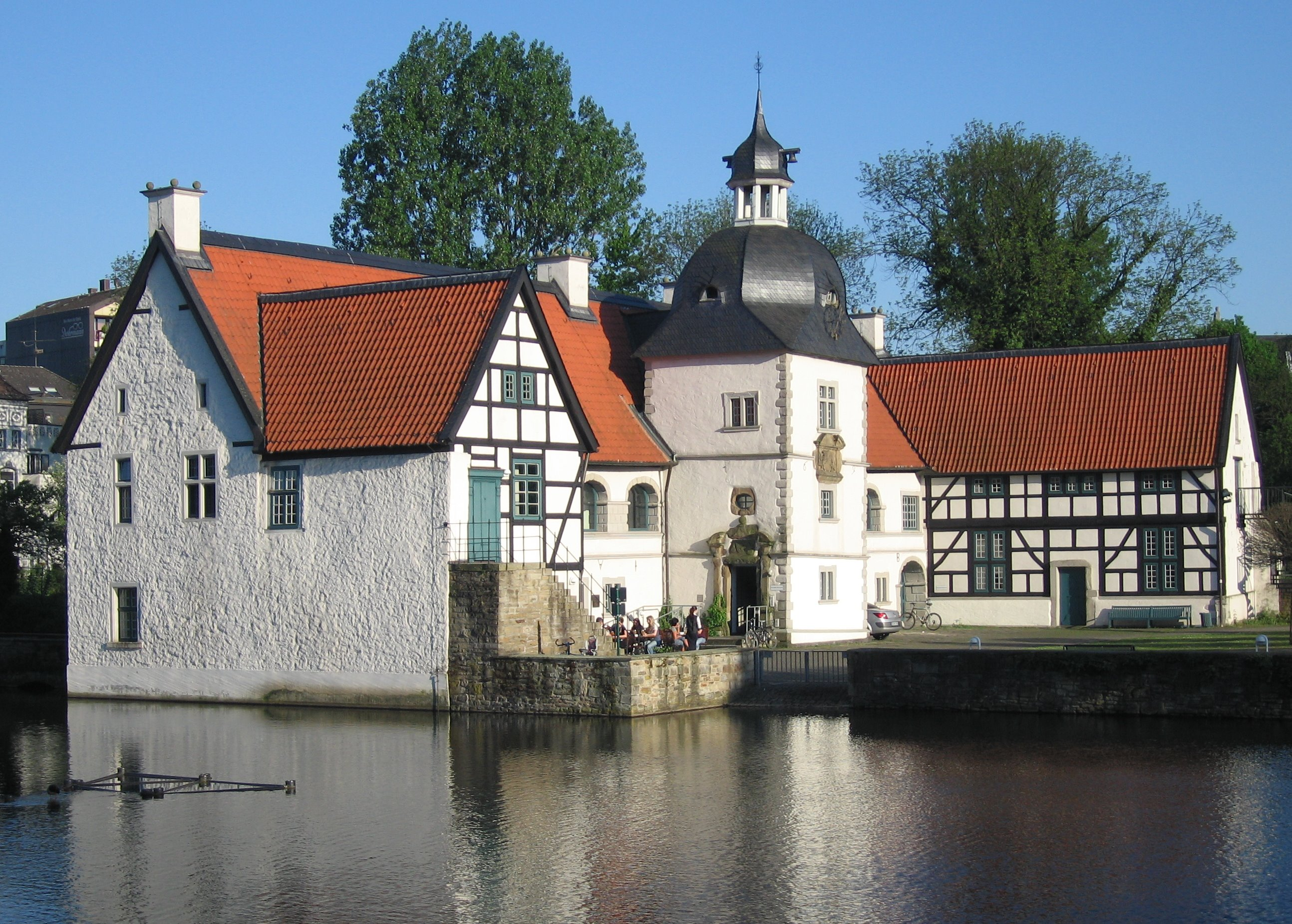
Wasserschloss Haus Rodenberg (einstige Vorburg)

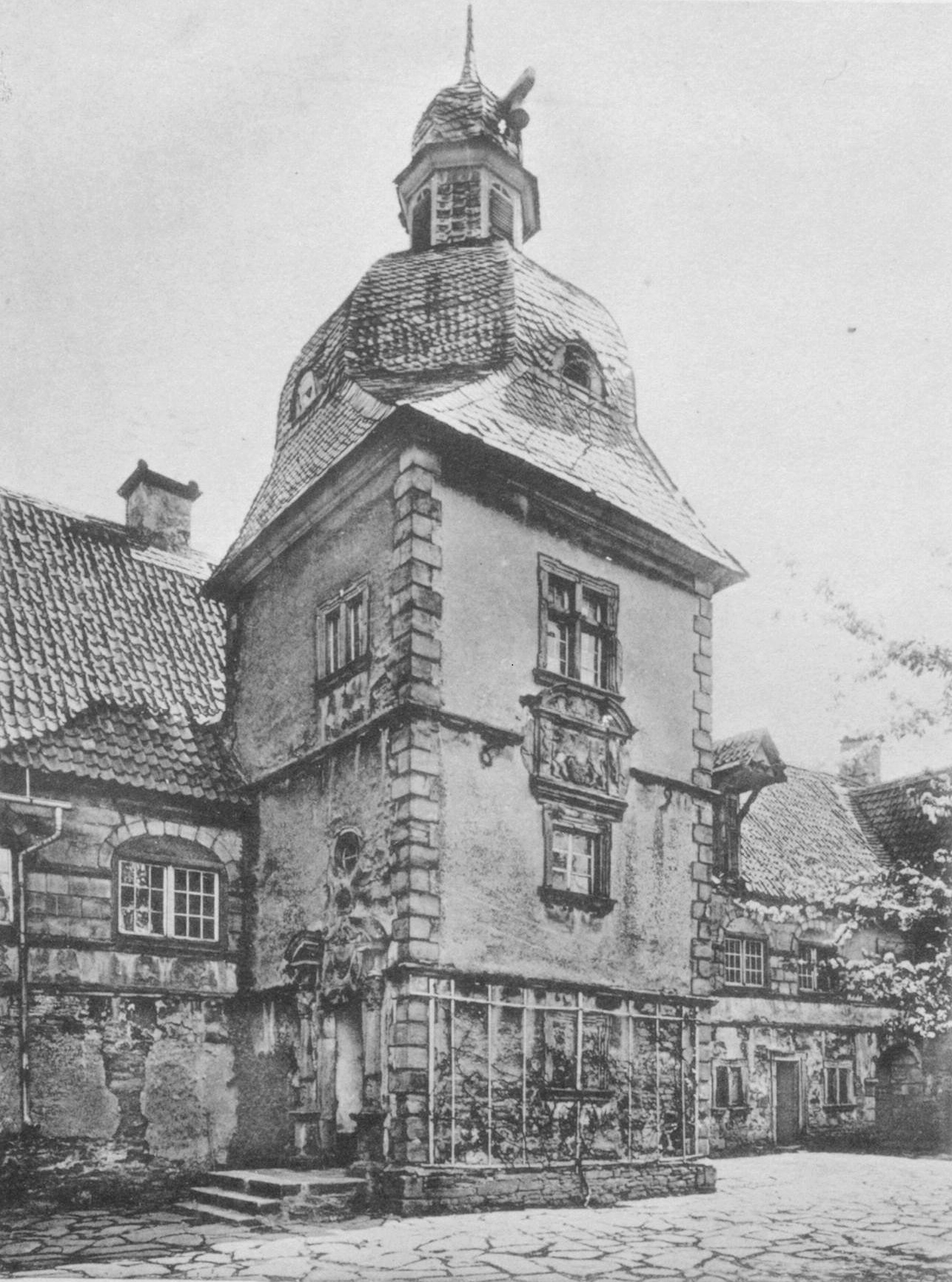
Treppenturm von Haus Rodenberg in Aplerbeck um 1893

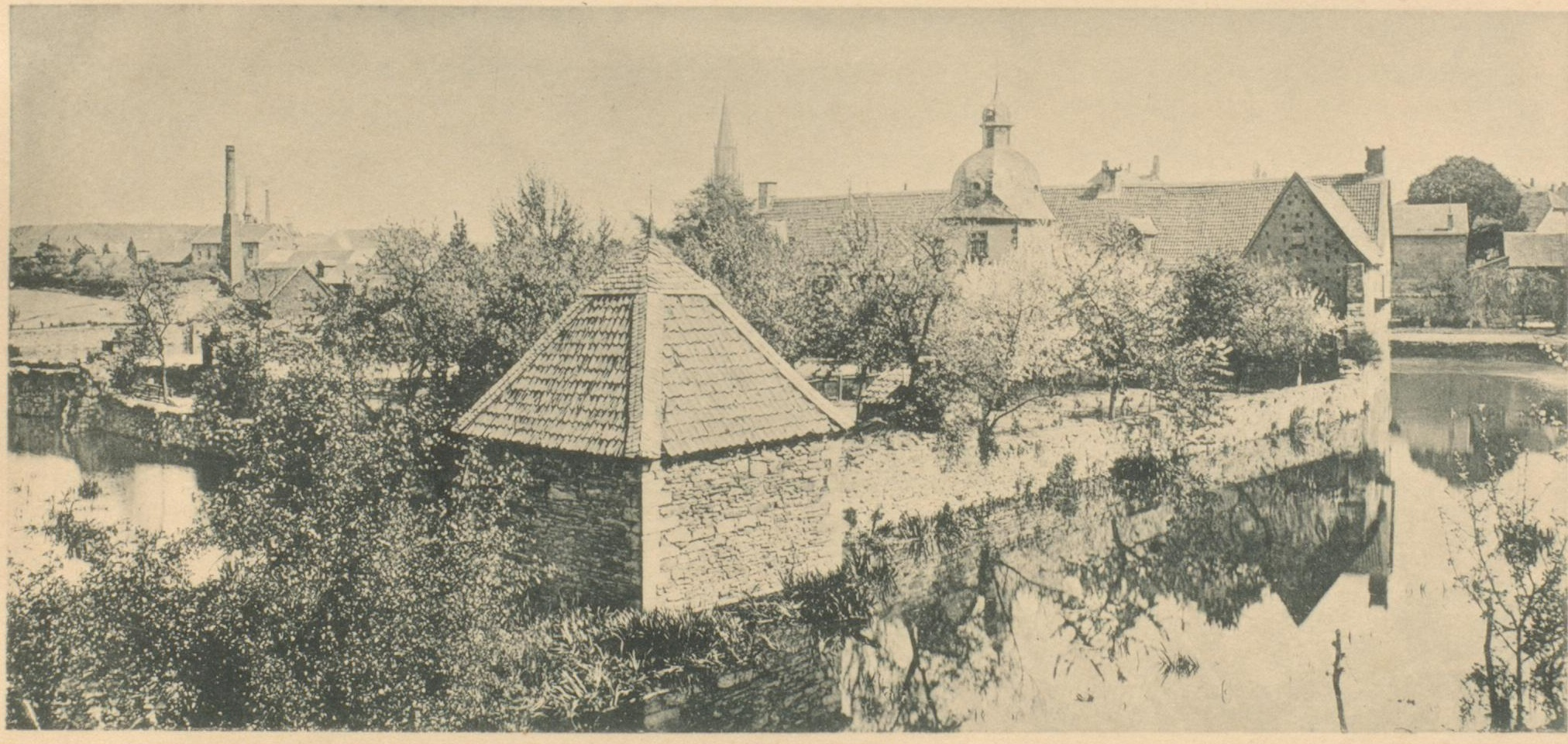
Haus Rodenberg in Aplerbeck um 1893

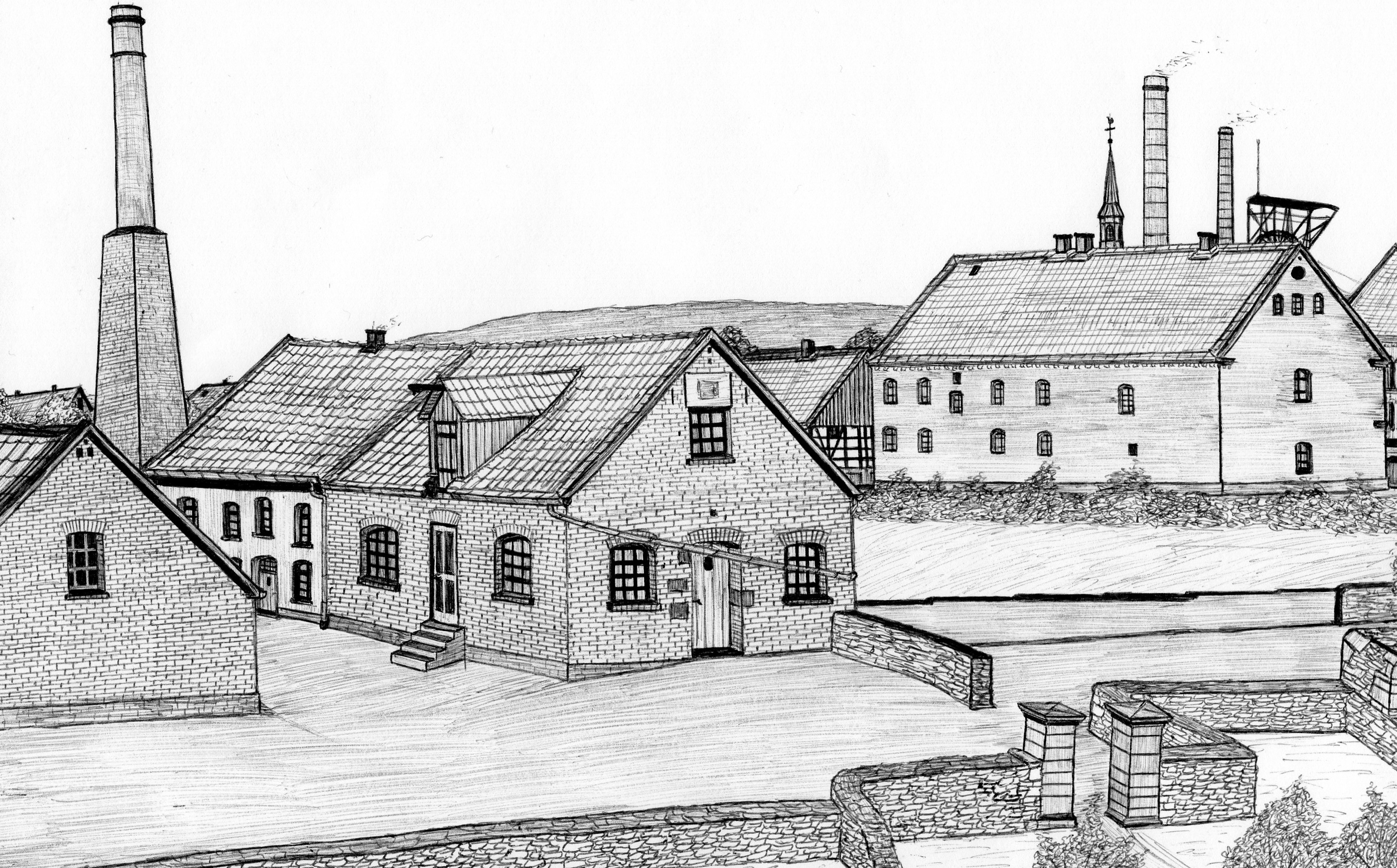
Die abgerissene Rodenbergmühle um 1893. Im Hintergrund die katholische Notkirche und die Zeche ver. Schürbank & Charlottenburg.

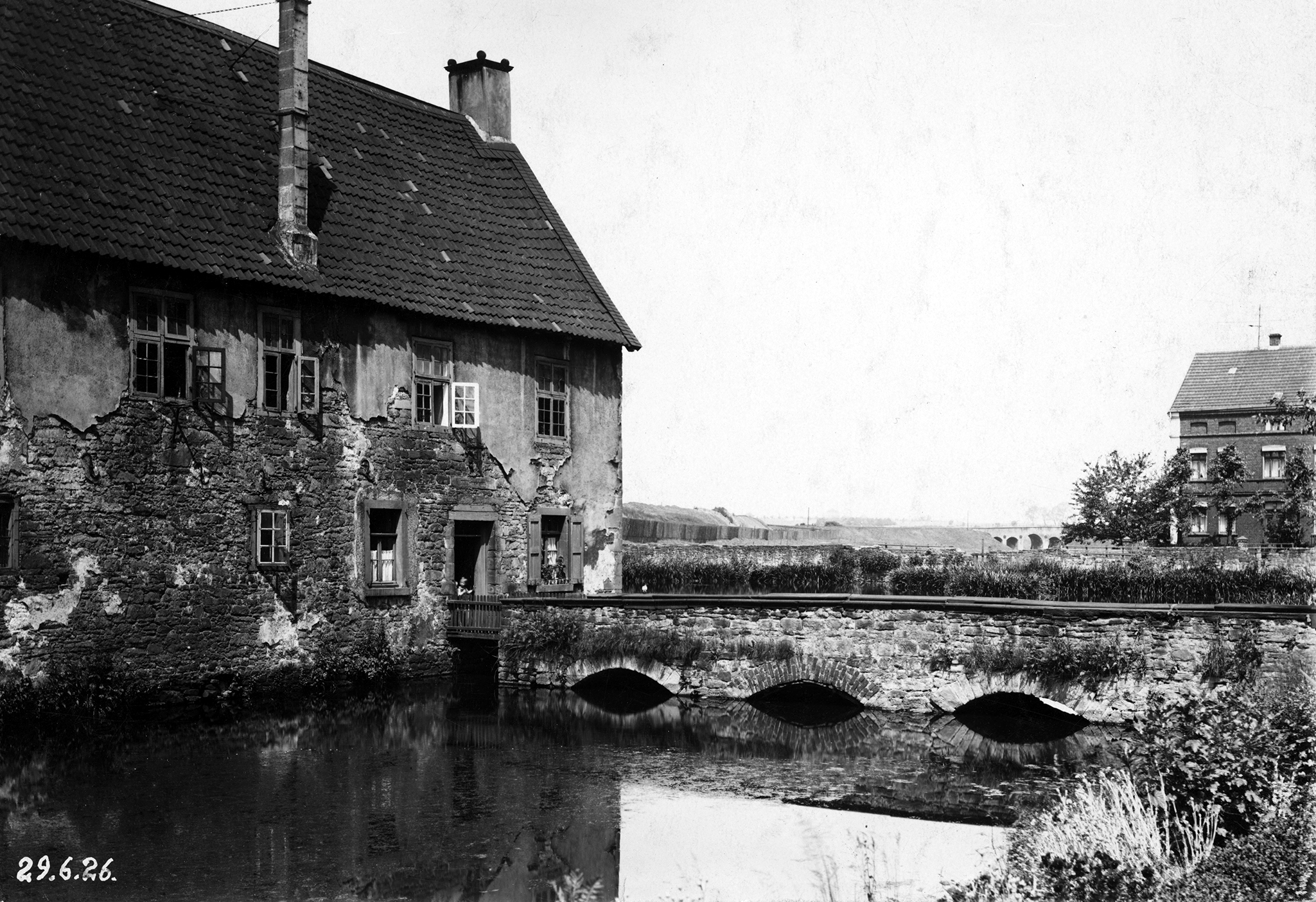
Das Wasserschloss Haus Rodenberg im Jahre 1926 mit der Rodenbergmühle rechts und der Feldchenbahnbrücke im Hintergrund

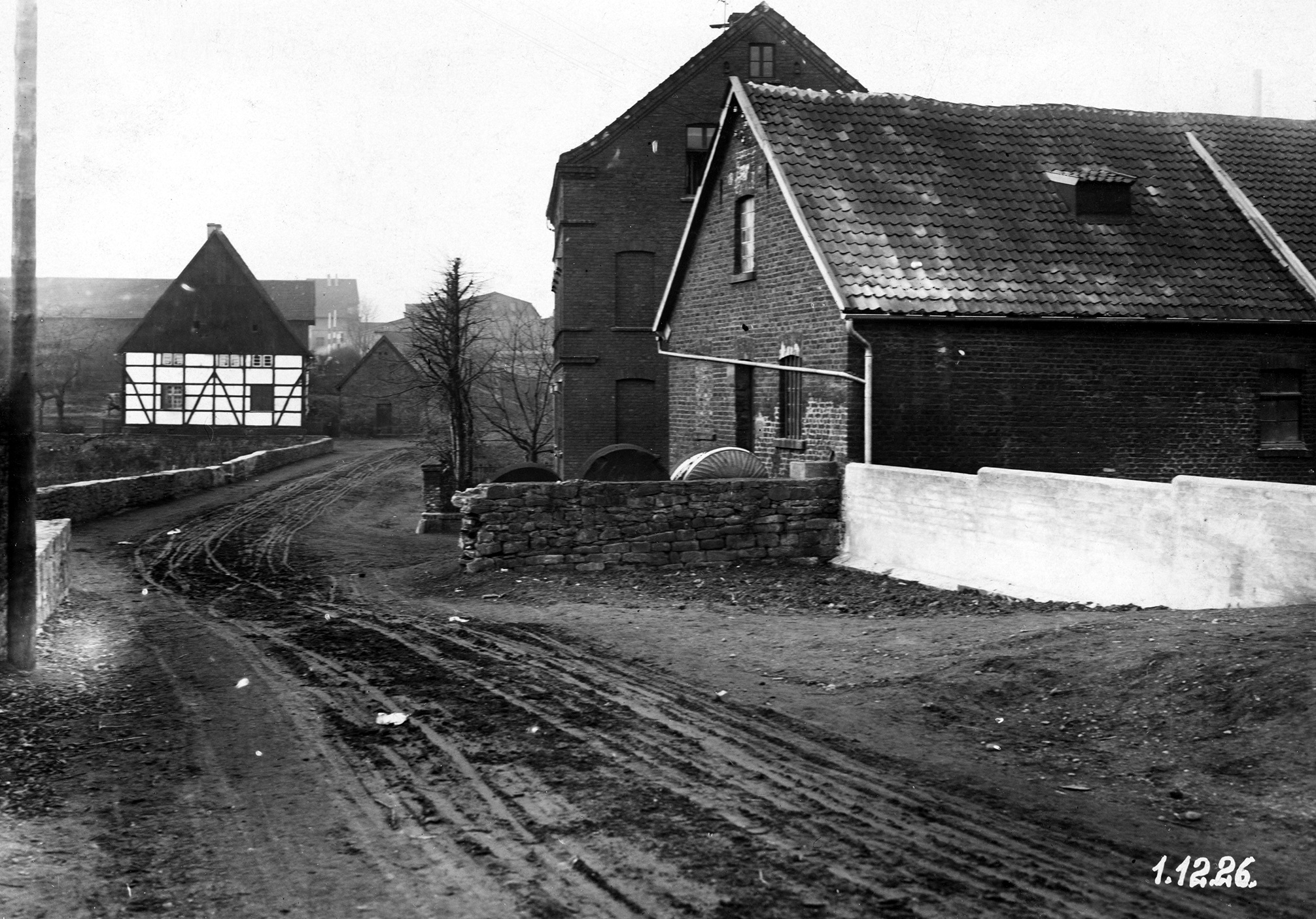
Die Rodenbergmühle an der noch unbefestigten Rodenbergstraße im Jahre 1926

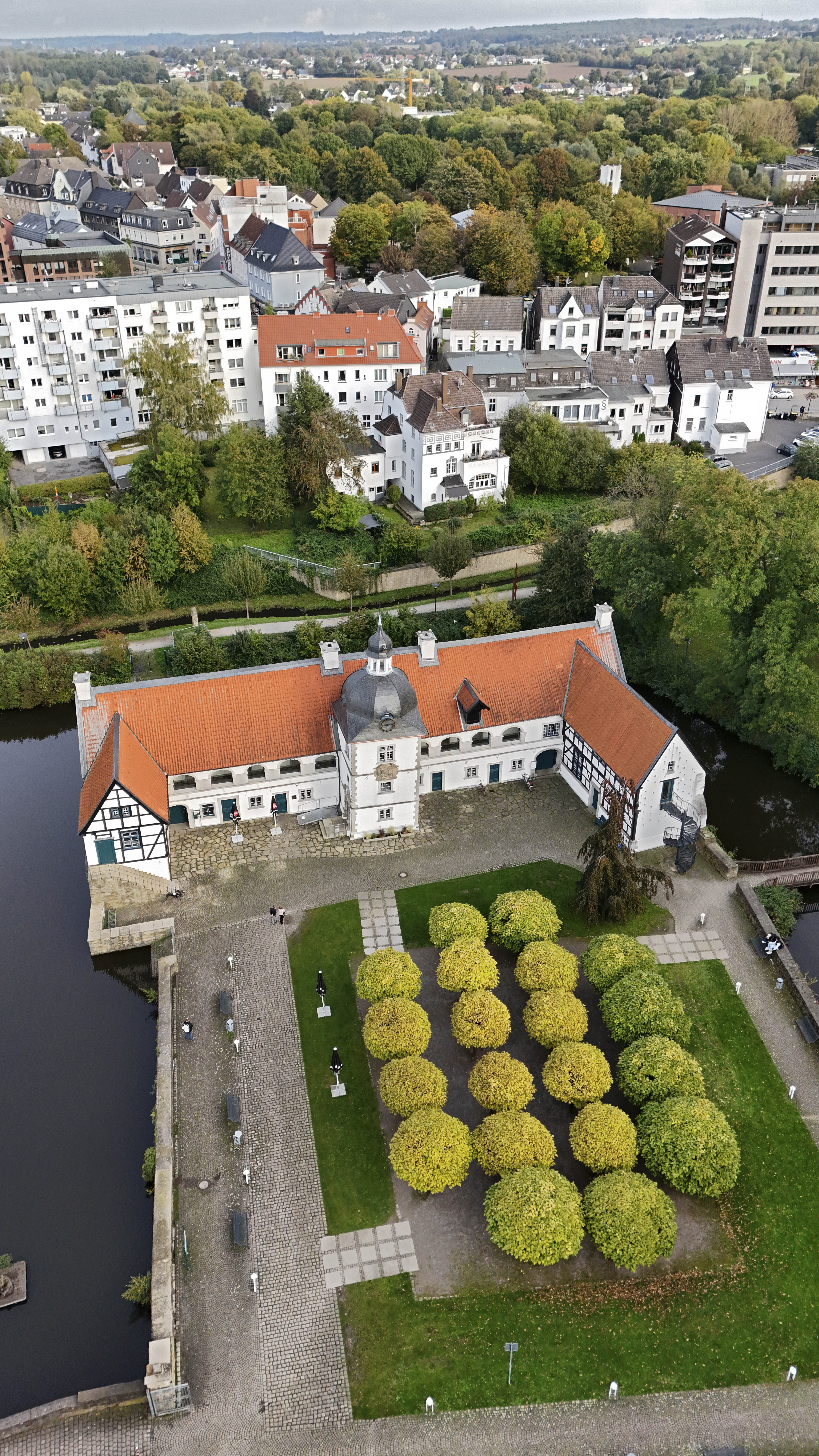
Drohnenfoto von Haus Rodenberg mit dem Vorplatz und im Hintergrund der Emscherverlauf. Foto: Oktober 2023

Das Haus Rodenberg ist ein Wasserschloss im Dortmunder Stadtteil Aplerbeck. Das Schloss verfiel im 19. und 20. Jahrhundert. Übrig blieb vom einstigen Wasserschloss nur die Vorburg mit dem Wirtschaftsteil.

## Geschichte
Politisch gehörte Aplerbeck seit dem 12. Jahrhundert zur Grafschaft Mark und somit auch das Haus Rodenberg an der Emscher. 1283 vertauscht Graf Everhard von der Mark seine Ministerialin, die Witwe des Bernard von Rodenberg zu Menden (1215–1275), mit Graf Theoderich von Cleve gegen Beatrix, Frau des Arnold von Altena (1241–1280) und deren Sohn Dietrich.
1290 wird Ritter Dietrich von Rodenberg († nach 1355) urkundlich genannt. Dieser bewohnte mit seinen drei Söhnen Bernard, Andreas und Dietrich das Haus Rodenberg.
Durch die Heirat der Anna von Rodenberg im Jahre 1356 mit dem Hermann Voss zu Aplerbeck gelangte das Haus erst teilweise in den Besitz der Familie Voss und mit der späteren Heirat von Bilie (Bela) von der Lage, der Tochter von Bella von Romberg (Urenkelin des Johann von Rodenberg († 1475)) und Hugo von der Dorneburg gen. von der Lage, mit dem Dietrich Voß zu Aplerbeck dann vollständig. Die im Haus ansässige Familie Voß zu Aplerbeck nannte sich Voß zu Rodenberg.
1419 begann der Erbfolgestreit zwischen Herzog Adolf II Graf von der Kleve-Mark und seinem Bruder Gerhard von der Mark zu Hamm. Aplerbeck (Appelderbicke) blieb von Plünderung und Brandschatzung verschont, aber am 7. April 1424 wurde ganz Aplerbeck während des Rachefeldzugs der Dortmunder in Brand gesteckt und zu der Zeit wurde wohl auch das Haus Rodenberg zerstört.
Nach der Zerstörung der Burg erfolgte in den folgenden Jahren der Wiederaufbau durch Hermann von Voss zu Rodenberg mit einem angegliederten Wohnturm. Zwischen 1689 und 1698 wurde die Burg in ein barockes Wasserschloss umgebaut.
Anna Louisa Voss zu Rodenberg heiratete den Friedrich Wilhelm Vogt von Elspe zu Westhemmerde (1685–1746) und so gelangte das Haus zur Familie Vogt von Elspe. Deren Tochter Katharina Sophia Luisa Theodora Vogt von Elspe brachte das Schloss 1728 an ihren Ehemann Gisbert Wilhelm von Bodelschwingh, den Besitzer des benachbarten Hauses Bodelschwingh. Ihr einziges gemeinsames Kind, die Erbtochter Gisbertine Anna Luise von Bodelschwingh, heiratete in zweiter Ehe Mathias von Bodelschwingh-Velmede und hatte mit ihm die Tochter Christine Sophie Luise. Diese brachte Haus Bodelschwingh mitsamt Haus Rodenberg an ihren Ehemann, Karl Wilhelm Georg von Plettenberg-Heeren, der nach seiner Heirat 1805 den Namen Bodelschwingh-Plettenberg annahm. Sein Enkel, Graf Carl Gisbert Wilhelm von Bodelschwingh-Plettenberg vererbte den umfangreichen Familienbesitz 1907 an sein einziges Kind, Wilhelmine, die den Freiherrn Dodo Alexander zu Innhausen und Knyphausen (* 1835; † 1911) heiratete, der danach auch den Titel Graf von Bodelschwingh-Plettenberg führte. Sein Sohn Karl Moritz Freiherr zu Innhausen und Knyphausen, Graf von Bodelschwingh-Plettenberg (* 1871; † 1958), war Fideikommissherr auf Bodelschwingh und Herr auf Rodenberg. Während sein Sohn, Graf Edzard (* 1905), Haus Bodelschwingh erbte, fiel Haus Rodenberg an die Tochter Elma Freiin zu Innhausen und Knyphausen (1919–2004), die mit Udo von Alvensleben verheiratet war. 1985 verkaufte diese das Anwesen an die Stadt Dortmund, die Park und Haus Rodenberg bis 1996 grundlegend restaurieren ließ und es schließlich an die Bürger der Stadt Dortmund übergab. Das Schloss ist als Baudenkmal, die ehemalige Burg als Bodendenkmal in die Denkmalliste der Stadt Dortmund eingetragen.
Heute beheimatet das Haus Rodenberg Seminarräume der Volkshochschule Dortmund, die Märchenbühne (ein Puppentheater für Kinder und Erwachsene) sowie gehobene Gastronomie. Die Räumlichkeiten von Haus Rodenberg können für sogenannte Ambiente-Trauungen über die Volkshochschule Dortmund angemietet werden. Der ehemalige Mühlenteich und der Park mit „Obstgarten“ sind im Sommer gut besucht.